# Gottfried Osann
Gottfried Wilhelm Osann (né le 26 octobre 1796 à Weimar et mort le 10 août 1866 à Wurtzbourg) est un chimiste et physicien allemand. Il est notamment connu pour ses travaux sur la chimie du platine et la découverte du ruthénium.

## Biographie

### Famille
Il est le frère du physiologiste et physicien Emil Osann (en) et du philologiste Friedrich Gotthilf Osann (en).

### Carrière
Il étudie les sciences naturelles puis devient privat-docent (Privatdozent) en chimie et en physique à l'université Friedrich-Alexander d'Erlangen-Nuremberg en 1819. Entre 1821 et 1823, il occupe la même position à l'université d'Iéna. Il enseigne la chimie et la médecine à l'université de Tartu entre 1823 et 1828, avant de faire de même à l'université de Wurtzbourg à partir de 1828.

### Découverte du ruthénium
La même année, sa collaboration avec le savant suédois Jöns Jacob Berzelius conduit presque à la découverte du ruthénium, mais ce dernier conclut qu'il n'y a aucune découverte d'effectuée, alors qu'Osann identifie trois métaux : le pluranium (contraction de platine et Ural, Oural), le polinium (du mot grec polia, qui signifie « cheveux gris », en rapport avec la couleur du résidu du métal) et le ruthénium (d'après le nom latin de la Russie). Malgré tout, la quantité de métaux découverte n'est pas assez élevée pour espérer l'isolation. C'est Karl Klaus qui est chargé, en 1844, de vérifier l'existence du ruthénium, puis, une fois celle-ci avérée, d'en isoler une quantité mesurable pour l'étudier. Pour cette raison, Klaus est plus souvent désigné qu'Osann comme le découvreur du ruthénium.